# Steffen Rietschel
Steffen Rietschel (* 24. April 1965 in Hoyerswerda) ist ein ehemaliger deutscher Fußballspieler im Mittelfeld. Er spielte für die BSG Energie Cottbus in der DDR-Oberliga.

## Karriere
Rietschel spielte in seiner Jugend von 1970 bis 1972 bei der BSG Aktivist Laubusch. Anschließend ging er für eine Saison zur BSG Aktivist Schwarze Pumpe, bevor er 1984 zur BSG Aktivist Brieske-Senftenberg wechselte. Nach dem Aufstieg in die zweitklassige DDR-Liga kam er in der Saison 1987/88 am 16. August 1987 zum Einsatz, als er bei der 5:1-Niederlage gegen die Reservemannschaft des BFC Dynamo in der 58. Minute für Klaus Schmaler eingewechselt wurde. Bis Ende des Jahres kam er regelmäßig zum Einsatz. Sein erstes Tor erzielte Rietschel am 4. Oktober 1987 in der 81. Minute gegen die zweite Mannschaft des FC Vorwärts Frankfurt (Oder), das gleichzeitig den Siegtreffer markierte. 1988 wurde er zu Beginn des Jahres vom Ligakonkurrenten BSG Energie Cottbus verpflichtet, für die er noch 15 Spiele absolvierte, in denen er drei Tore schoss. Am Ende der Saison stand der Aufstieg in die Oberliga fest. Dort debütierte Rietschel am 12. Oktober 1988, als er am 8. Spieltag für Jens Melzig in der 67. Minute eingewechselt wurde. Cottbus verlor das Spiel gegen Dynamo Dresden mit 5:1. Am folgenden Spieltag schoss er sein erstes und einziges Oberligator beim 3:0-Sieg gegen die BSG Stahl Brandenburg. Es folgten bis Ende des Jahres lediglich drei weitere Spiele. Anschließend wechselte Rietschel zurück zur BSG Aktivist Brieske-Senftenberg, wo er mit 17 Partien zum Stammpersonal gehörte. Bereits im Sommer ging er weiter zur BSG Aktivist Schwarze Pumpe, für die er 1989/1990 noch sieben Mal in der DDR-Liga auflief. Nach der Wende spielte Rietschel kurzzeitig beim SV Aktivist Laubusch und anschließend von 1992 bis 1998 beim FSV Glückauf Brieske-Senftenberg. Danach wirkte er als Co-Trainer und später als Trainer beim Verein.